# Coppa Italia di Serie A2 2017-2018 (calcio a 5 femminile)
La Coppa Italia di Serie A2 2017-2018 è la 1ª edizione della manifestazione riservata alle formazioni di Serie A2 di calcio a 5 femminile..

## Formula
Nella prima fase gli incontri saranno disputati in gara unica in casa della squadra meglio classificata. Sarà dichiarata vincente la squadra che avrà ottenuto il maggior punteggio. In caso di parità, si giocheranno due tempi supplementari di 5 minuti ciascuno. Qualora anche al termine di questi le squadre fossero in parità si procederà all'effettuazione dei tiri di rigore. Le modalità di svolgimento della fase finale saranno
specificate nel regolamento della manifestazione che sarà reso noto con Comunicato Ufficiale di successiva pubblicazione.

## Partecipanti
Alla corrente edizione partecipano le quattro squadre giunte nelle prime quattro posizioni di ciascun girone al termine del girone di andata.

## Prima fase
Gli abbinamenti sono stati predeterminati all'inizio della stagione in base alla posizione in classifica occupata dalle società al termine del girone di andata. Gli incontri del primo turno si sono disputati il 7 gennaio 2018.

### Primo turno
| Fano 14 gennaio 2018, ore 15:00 CET | Flaminia | 1 – 0 referto | Torres | Circolo Tennis Fano |

| Noale 14 gennaio 2018, ore 17:00 CET | Noalese | 7 – 4 referto | Real Fenice | Palazzetto Azzurri d'Italia |

| Guardiagrele 7 gennaio 2018, ore 16:00 CET | AZ Gold | 10 – 3 referto | Angelana | Palestra Plena Bonis |

| Bisceglie 7 gennaio 2018, ore 18:30 CET | Bisceglie | 2 – 0 referto | Porto San Giorgio | PalaDolmen |

| Prato 14 gennaio 2018, ore 17:00 CET | Florentia S.G. | 4 – 1 referto | Virtus Ciampino | Estraforum |

| Roma 14 gennaio 2018, ore 18:30 CET | Real Balduina | 8 – 2 referto | Coppa d'Oro | PalaOlgiata |

| Vibo Valentia 7 gennaio 2018, ore 15:30 CET | Royal Team Lamezia | 6 – 1 referto | Rionero | PalaPace |

| Putignano 7 gennaio 2018, ore 16:00 CET | Martina | 6 – 0 referto | Napoli | Palafive Massimo Sbiroli |

### Secondo turno
L'abbinamento delle squadre è stato predeterminato all'inizio della stagione. Gli incontri del secondo turno si sono disputati il 10 e il 14 febbraio 2018.
| Fano 4 febbraio 2018, ore 17:00 CET | Flaminia | 4 – 2 referto | Noalese | Circolo Tennis Fano |

| Guardiagrele 14 gennaio 2018, ore 15:00 CET | AZ Gold | 1 – 3 referto | Bisceglie | Palestra Plena Bonis |

| Firenze 4 febbraio 2018, ore 15:00 CET | Florentia S.G. | 1 – 2 referto | Real Balduina | PalaIsolotto |

| Vibo Valentia 4 febbraio 2018, ore 19:00 CET | Royal Team Lamezia | 0 – 2 referto | Martina | PalaPace |

## Fase finale
In seguito al posticipo della Coppa Italia maschile, la fase finale della Coppa Italia di Serie A2 femminile, originariamente in programma dal 17 al 18 marzo, è stata anticipata al 9 e 10 marzo 2018. Il sorteggio è stato effettuato il 14 febbraio.

### Tabellone
|  | Semifinali    | Semifinali    | Semifinali    |               |           | Finale    | Finale | Finale |  |
|  |               |               |               |               |           |           |        |        |  |
|  | Bisceglie     | Bisceglie     | 8             |               |           |           |        |        |  |
|  | Bisceglie     | Bisceglie     | 8             |               |           |           |        |        |  |
|  | Martina       | Martina       | 1             |               |           |           |        |        |  |
|  | Martina       | Martina       | 1             |               | Bisceglie | Bisceglie | 4      |        |  |
|  |               |               |               |               | Bisceglie | Bisceglie | 4      |        |  |
|  |               |               | Real Balduina | Real Balduina | 5         |           |        |        |  |
|  | Flaminia      | Flaminia      | Real Balduina | Real Balduina | 5         | 1         |        |        |  |
|  | Flaminia      | Flaminia      |               |               |           |           |        |        |  |
|  | Real Balduina | Real Balduina | 5             |               |           |           |        |        |  |

### Risultati

#### Semifinali
| Arbitri: | Claudia Lozzi (Roma 2) Gaudenzio Raffaelli (Treviso) |
| Crono:   | Giovanni Di Ruvo (Barletta)                          |

| |           |                   |
| Moroni 2'44'’, 5'49'’, 15'21'’ Pati 14'36'’, 39'19'’ Annese 22'15'’ Castro 33'25'’ Tricarico 33'36'’ | Marcatori | 17'02'’ Anaclerio |

| Arbitri: | Olga De Giorgi (Modena) Antonino Tupone (Lanciano) |
| Crono:   | Domenico De Candia (Molfetta)                      |

|                    |           |                                                                    |
| 16'08'’ Mencaccini | Marcatori | 17'49'’, 18'41'’, 23'31'’ Saraniti 28'02'’ Kolomanska 33'24'’ Orsi |

#### Finale
| Arbitri: | Stefania Candria (Teramo) Sara Lucia (Aosta) |
| Crono:   | Giuseppe Doronzo (Barletta)                  |

| |            |                                                                                                   |
| Moroni 11'56'’, 30'10'’, 35'07'’ Capozzi 31'24'’ (aut.)                                                  | Marcatori  | 0'49'’ Saraniti 5'48'’, 24'05'’ Orsi 18'56’, 24'28'’ Capozzi                                      |
| Tempesta Mendieta Annese Castro Moroni Gariuolo Pati Tricarico Campanelli Scommegna Zaccagnino Loconsole | Formazioni | Bonci Picchio Orsi Lucarelli Saraniti Di Bari Masia Capozzi Natoli Kolomanska Giannone Cerracchio |
| Ventura                                                                                                  | Allenatori | Piattoli                                                                                          |